# Crooked I
Crooked I, de son vrai nom Dominick Wickliffe, né le 23 septembre 1976 à Long Beach, en Californie, est un rappeur américain. Il est membre du supergroupe Slaughterhouse, et actuellement signé chez Shady Records ; il est également CEO de ses labels, Dynasty Entertainment et C.O.B. Digital et vice-président de Treacherous Records. Avant de fonder son propre label, il était membre de Virgin Records et Death Row Records.

## Biographie

### Débuts
Vers l'âge de dix-sept ans, Crooked I, fonde son propre label, Muscle Records, avec Miller et Chucky Leonard Russell, deux joueurs de football professionnel, également originaires de Long Beach. C'est à ce moment-là qu'il attire l'attention de Virgin Records et décroche son premier contrat en 1995.
À ses débuts, Crooked I commence à apparaître sur des compilations publiées par Big C-Style du label 19th Street Records et entre ainsi en contact avec des artistes importants de la Côte Ouest tels que Snoop Dogg, Tha Eastsidaz ou encore Luniz. Mais pour des raisons inconnues, Virgin décide de se débarrasser du label 19th Street Records et Crooked I se retrouve sans contrat. Il est par la suite contacté par Big C-Style et Daz Dillinger pour former D.P.G. Recordz, qui serait un sous-sous label de Death Row Records. Crooked serait actionnaire à hauteur de 20 % et Daz Dillinger, directeur. Souhaitant examiner toutes les options avant de s'engager, Crooked I envisage également de signer sur le label de Dr. Dre, Aftermath Entertainment, mais Dre, occupé par la sortie de son album 2001 et celle de The Marshall Mathers LP d'Eminem, ne donne pas suite,. Il discute également avec d'autres majors qui pourraient envisager de lui proposer un contrat mais là encore ces compagnies attendent la sortie de l'album de Dr. Dre avant de décider si elles signeront avec un autre artiste de la Côte Ouest. Finalement, Crooked négocie un contrat avec Death Row Records.

### ÈreHip Hop Weekly
Crooked I se fait notamment connaître en commençant une série intitulée Hip Hop Weekly qui consiste à diffuser chaque semaine sur Internet un nouveau morceau. Commencée le 4 avril 2007 et terminée le 3 avril 2008, cette série connait tellement de succès que l'artiste se retrouve, pour la deuxième fois, en couverture du magazine XXL, cette fois-ci comme l'un des dix XXL's Freshmen.
Une autre mixtape et un EP sont publiés en 2008 par Crooked I, The Block Obama: Hood Politics et Block Obama II. The Block Obama: Hood Politics devait originellement être présenté par DJ Whoo Kid et DJ Strong. Block Obama II est publié le jour des élections présidentielles américaines de 2008 sur iTunes, Amazon, Napster, et Rhapsody, notzamment.

### Ère Slaughterhouse
Toujours en 2008, Joe Budden invite Crooked I, Royce da 5'9", Joell Ortiz et Nino Bless sur le titre Slaughterhouse de son album Halfway House. L'accueil réservé à ce morceau les décide à former un supergroupe, sans Nino Bless, du nom de cette chanson. Ils publient plusieurs chansons au début de 2009, et popularisent leur album homonyme, publié au label E1 le 11 août 2009. L'album est produit par Alchemist, DJ Khalil, Mr. Porter, Streetrunner, et fait participer Pharoahe Monch, K. Young, et The New Royales. Le 27 février 2009 à Long Beach, en Californie, Crooked I reçoit une balle lors d'une conversation avec un fan. La presse spécialisée rapporte que le rappeur est toujours en vie, mais choqué. Crooked I refuse de participer aux enquêtes, citant qu'il n'est « pas une balance. » Le 10 novembre 2009, Crooked I publie un EP, Mr. Pigface Weapon Waist, uniquement disponible en téléchargement, avec des featurings de Snoop Dogg, K. Young, M.O.P., The Horseshoe G.A.N.G., Joe Budden, Joell Ortiz, et Royce da 5'9". Le 10 novembre 2009, Crooked I publie un EP solo numérique, Mr. Pig Face Weapon Waist. L'EP fait participer Snoop Dogg, K. Young, M.O.P., The Horseshoe G.A.N.G., et les autres membres de Slaughterhouse, Joe Budden, Joell Ortiz, et Royce da 5'9". Il est produit par Komplex, Scram Jones, Streetrunner, Frequency, et P. Silva.
Après avoir voulu publier un album de Mr. Pig Face Weapon Waist en janvier 2010, Crooked I revoit ses priorités et annonce Million Dollar Story pour 2010. La production devrait être effectuée par DJ Khalil, The Alchemist, et newcomer Quest. Crooked I explique également son intention de faire appel à DJ Premier pour les beats de l'album. Les nouveaux propriétaires de Death Row Records, WIDEawake Entertainment, publient un album de Crooked I intitulé Hood Star le 15 juin 2010. Il contient 15 chansons enregistrées par Wickliffe après signature au label, et fait participer Juvenile, Too Short, Kurupt, Danny Boy, Ray J, et Sisqo, entre autres. Le 17 août 2010, Crooked I publie un autre EP, Planet C.O.B. Vol. 1, produit par Rick Rock, Komplex, et autres. Le 1er décembre 2010, le premier single, issu du premier album solo de Crooked I Million Dollar Story, est publié sur iTunes et intitulé Villain, qui fait participer Sally Anthony de Gracie Productions.
Le 12 janvier 2011, après des mois de rumeurs, Slaughterhouse signe officiellement chez Shady Records, aux côtés de Yelawolf.
Le 21 mars 2011, Crooked I publie l'EP Million Dollar Story, disponible sur iTunes, un avant-goût de ce que les fans découvriront dans l'album. Il contient des chansons inédites et deux anciennes chansons. Le 12 juillet 2011, la compilation Planet C.O.B. Vol. 2 est publiée sur le site web de Crooked I pendant une période limitée. Le 17 novembre 2011, Crooked I annonced un nouvel EP numérique intitulé In None We Trust - The Prelude, prévu pour le 13 décembre, et qui devrait faire participer Jay Rock, Glasses Malone, Mistah F.A.B., Horseshoe G.A.N.G., Coniyac et K. Young. Le 22 novembre 2011, le premier single extrait de l'EP, No Competition, est publié.
Le 16 décembre 2014, Crooked I aka Kxng Crooked publie Sex, Money and Hip-Hop aux côtés de Slaughterhouse, Emanny, Horseshoe Gang, Shalé, Bo-Roc from The Dove Shack, Kokane et Novel. J.U.S.T.I.C.E. League, Jonathan Hay, Mike Smith, Sarah J, DJ King Tech, Aktive, Rick Rock et Tabu produisent l'album. En mai 2015, Crooked participe à quatre chansons, I Didn't Mean To Treat You Bad, Ashamed, Another Mirror et Groupie sur la compilation When Music Worlds Collide.

## Vie privée
Dans sa jeunesse, Crooked I a été un proche du gang des Crips.
Le 27 février 2009, Crooked I est touché par des coups de feu au cours d'une conversation avec un fan. Crooked I n'a pas donné d'autres détails sur l'incident, déclarant que parler allait à l'encontre du code de la rue.

## Discographie

### Albums studio
- 2013 : Apex Predator[31]
- 2014 : Sex, Money and Hip-Hop[32]

### Mixtapes
- 2003 : Westcoasanostra Vol. 1
- 2004 : Young Boss Vol. 1
- 2006 : Young Boss Vol. 2
- 2008 : St. Valentine's Day Bossacre
- 2008 : The Block Obama: Hood Politics
- 2008 : Block Obama II

### Apparitions
- 1998 : Big C-Style Presents: Straight Outta Cali
- 1999 : Kurupt : Tha Streetz Iz A Mutha
- 2000 : Death Row Records Presents: Too Gangsta for Radio
- 2001 : Soopafly : Dat Whoopty Whoop
- 2002 : Irv Gotti Presents: The Inc.
- 2002 : Ja Rule : The Last Temptation
- 2002 : Irv Gotti Presents: The Remixes
- 2003 : 2Pac : Nu-Mixx Klazzics
- 2004 : Yukmouth : United Ghettos of America Vol. 2
- 2005 : Ras Kass : Institutionalized Vol. 1
- 2006 : Celly Cel Presents: The Gumbo Pot
- 2007 : XL Middleton : Barliament Drunkadelic
- 2008 : Yukmouth : Million Dollar Mouthpiece
- 2008 : Ras Kass : Institutionalized Vol. 2
- 2008 : Joe Budden : Halfway House